# Rhamphomyia boliviana
Rhamphomyia boliviana är en tvåvingeart som beskrevs av Mario Bezzi 1905. Rhamphomyia boliviana ingår i släktet Rhamphomyia och familjen dansflugor. Inga underarter finns listade i Catalogue of Life.